# Peder Hansen (politiker, 1800-1873)
 For alternative betydninger, se Peder Hansen. (Se også artikler, som begynder med Peder Hansen)
Peder Hansen (født 18. maj 1800 i Ålum ved Randers, død 24. juli 1873) var en dansk skolelærer, gårdejer og politiker.
Hansen var søn af en husmand og skrædder. Han blev medhjælper hos en købmand i Randers i 1821 hvor han sparede nok sammen til at kunne få en læreruddannelse på Lyngby Seminarium i Lyngby på Djursland 1825-1827. Han blev lærer i Sønder Vinge Sogn vest for Randers i 1828 og ejede også en gård fra 1838. Han var medlem af Sogneforstanderskabet 1842-1853.
Han var medlem af Folketinget valgt i Viborg Amts 4. valgkreds (Sønder Vinge-kredsen) fra 26. februar 1853 til 1. december 1854. Han vandt ved folketingsvalget 26. februar 1853 over tidligere indenrigsminister M.H. Rosenørn som var valgt i kredsen i 1852, og blev genvalgt i maj 1853 men tabte ved næste valg i 1854 til fabriksejer M.P. Bruun.
Hansen søgte forgæves igen at blive valgt til Folketinget ved valg i 1855, 1864 og 1866. Han stillede også op uden held til Den Grundlovgivende Rigsforsamling og til Rigsrådets Folketing i 1864 og 1865.